# Eugenio Reale
Eugenio Reale (ur. 8 czerwca 1905 w Neapolu, zm. 9 maja 1986 w Rzymie) – włoski polityk, lekarz.
Był politykiem Włoskiej Partii Komunistycznej. Po zakończeniu został pierwszym powojennym ambasadorem Włoch w Polsce pełniąc urząd od 12 sierpnia 1945 do 1947. Przyczynił się do odbudowy siedziby ambasady, mieszczącej się w Pałacu Szlenkierów w Warszawie. Został wybrany posłem do Parlamentu Europejskiego kadencji 1962-1965. Był chirurgiem.

## Odznaczenia
- Krzyż Komandorski z Gwiazdą Orderu Odrodzenia Polski (26 listopada 1946, uchwałą Prezydium KRN)[1][2]